# AMD Radeon R900
AMD Radeon R900 je inženýrské označení pro GPU vyvinuté společností AMD a je pájen na grafické karty řady Radeon HD 6000. Jádro je vyráběno 40 nm u společnosti TSMC. Podporuje DirectX 11, Shader model 5 a OpenGL 4.1 (přidána v ovladačích 11.1) a OpenCL 1.1.
Jádro má vývojové jméno Southern Islands (Jižní ostrovy).

## Podrobnosti
Jádro je hybrid mezi jádrem R800 a novou architekturou použitou u jader Northern Islands. Vydání prvních čipů bylo ve 4. kvartálu 2010.
Původně mělo být vyrobeno 32 nm procesem, ale díky technickým problémům u společnosti TSMC a přeskočení daného procesu, muselo AMD jádra přepracovat a vydat na starším 40 nm výrobním procesu.
Přistoupilo se částečně k novému značení modelů x4x0 zůstalo, x6x0 se rozdělilo na x6x0 a x5x0, x7x0 → x7x0, x8x0 je nová řada, x8x0 → x9x0 a x970 → x990.

## Modely
Grafické karty HD 6990 mají na sobě přepínač, který přepíná mezi takty čipu 830 MHz a 880 MHz. Podle toho se mění maximální výkon, ale taky hlučnost a spotřeba.

### Specifikace
- 1 Zařazení je bráno v době vydání nebo po dobu kdy nebylo nic novějšího.
- 2 Rozděleno na počet SM bloků v jádru, počet Shader jednotek v jednom SM bloku a počet jednotek v jedné Shader jednotce
- 3 GFLOPS = FMAD

| Připojitelné rozhraní | Podpora API | Podpora API  | Podpora API | Podpora API | Proces (nm) | Hardware T&L |
| Připojitelné rozhraní | DirectX     | Shader model | OpenGL      | OpenCL      | Proces (nm) | Hardware T&L |
| --------------------- | ----------- | ------------ | ----------- | ----------- | ----------- | ------------ |
| PCIe 2.1 x16          | 11          | 5            | 4.1         | 1.1         | 40          | ano          |

| Název | Název   | Název           | Název           | Vydáno                        | Modely karet      | Část trhu 1   | Jádro       | Jádro                       | Jádro              | Jádro     | Jádro     | Jádro           | Jádro     | Jádro       | Jádro       | Jádro       | Jádro       | Jádro    | Jádro    | Jádro    | Jádro   | Jádro     | Jádro     | Jádro         | Jádro         | Jádro          | Frekvence (MHz) | Frekvence (MHz) | Frekvence (MHz) | Výkon               | Výkon               | Výkon               | Výkon               | Výkon               | Výkon               | Výkon          | Výkon          | Výkon        | Výkon        | Výkon                              | Výkon                              | Paměťová část | Paměťová část | Paměťová část      | Paměťová část        | TDP (W) | TDP (W) | TDP (W) | Cena (USD) | Cena (USD) |
| Jádro | Jádro   | Kódové označení | Kódové označení | Vydáno                        | Modely karet      | Část trhu 1   | Počet jader | Počet tranzistorů (miliónů) | Plocha jádra (mm2) | SM bloky2 | SM bloky2 | SM bloky2       | SM bloky2 | Shadery     | Shadery     | Shadery     | Shadery     | Shadery  | Shadery  | TMU      | TMU     | ROP       | ROP       | ROP           | ROP           | Poměr jednotek | Čip             | Paměti          | Paměti          | Teoretický (GFLOPS) | Teoretický (GFLOPS) | Teoretický (GFLOPS) | Teoretický (GFLOPS) | Teoretický (GFLOPS) | Teoretický (GFLOPS) | Fillrate       | Fillrate       | Fillrate     | Fillrate     | Fillrate                           | Fillrate                           | Paměť (MiB)   | Typ pamětí    | Propustnost (GB/s) | Šířka sběrnice (bit) | 2D      | 3D      | MAX     | Cena (USD) | Cena (USD) |
| Jádro | Jádro   | Kódové označení | Kódové označení | Vydáno                        | Modely karet      | Část trhu 1   | Počet jader | Počet tranzistorů (miliónů) | Plocha jádra (mm2) | Počet     | Počet     | Shader jednotky | Jednotek  | 4D jednotek | 4D jednotek | 5D jednotek | 5D jednotek | Jednotek | Jednotek | Na jádro | Celkově | color ROP | color ROP | Z/Stencil ROP | Z/Stencil ROP | Poměr jednotek | Jádro           | Reálná          | Efektivní       | Single Precision    | Single Precision    | Single Precision    | Double Precision    | Double Precision    | Double Precision    | Texture (GT/s) | Texture (GT/s) | Pixel (GP/s) | Pixel (GP/s) | Propustnost geometrie (Mpolygon/s) | Propustnost geometrie (Mpolygon/s) | Paměť (MiB)   | Typ pamětí    | Propustnost (GB/s) | Šířka sběrnice (bit) | 2D      | 3D      | MAX     | Prodejní   | Uváděcí    |
| Jádro | Jádro   | Kódové označení | Kódové označení | Vydáno                        | Modely karet      | Část trhu 1   | Počet jader | Počet tranzistorů (miliónů) | Plocha jádra (mm2) | Celkově   | Na jádro  | Shader jednotky | Jednotek  | Celkově     | Na jádro    | Celkově     | Na jádro    | Celkově  | Na jádro | Na jádro | Celkově | Celkově   | Na jádro  | Celkově       | Na jádro      | Poměr jednotek | Jádro           | Reálná          | Efektivní       | Celkově             | Na jádro            | GFLOPS/W            | Celkově             | Na jádro            | GFLOPS/W            | Celkově        | Na jádro       | Celkově      | Na jádro     | Celkově                            | Na jádro                           | Paměť (MiB)   | Typ pamětí    | Propustnost (GB/s) | Šířka sběrnice (bit) | 2D      | 3D      | MAX     | Prodejní   | Uváděcí    |
| ----- | ------- | --------------- | --------------- | ----------------------------- | ----------------- | ------------- | ----------- | --------------------------- | ------------------ | --------- | --------- | --------------- | --------- | ----------- | ----------- | ----------- | ----------- | -------- | -------- | -------- | ------- | --------- | --------- | ------------- | ------------- | -------------- | --------------- | --------------- | --------------- | ------------------- | ------------------- | ------------------- | ------------------- | ------------------- | ------------------- | -------------- | -------------- | ------------ | ------------ | ---------------------------------- | ---------------------------------- | ------------- | ------------- | ------------------ | -------------------- | ------- | ------- | ------- | ---------- | ---------- |
| RV910 |         | Caicos          |                 | 7. 3. (OEM) 7. 4. 2011 (trh)  | HD 6450           | Nejnižší      | 1           | 370                         | 67                 | 2         | 2         | 16              | 5         | -           | -           | 32          | 32          | 160      | 160      | 8        | 8       | 4         | 4         | 16            | 16            | 8:2:1:4        | 625             | 800             | 1600            | 200                 | 200                 | 10                  | -                   | -                   | -                   | 5              | 5              | 2,5          | 2,5          | 625                                | 625                                | 1024          | DDR3          | 12,8               | 64                   | 9       | -       | 20      | $55        | $55        |
| RV910 | 800     | Caicos          | 3200            | 7. 3. (OEM) 7. 4. 2011 (trh)  | HD 6450           | Nejnižší      | 1           | 370                         | 67                 | 2         | 2         | 16              | 5         | -           | -           | 32          | 32          | 160      | 160      | 8        | 8       | 4         | 4         | 16            | 16            | 8:2:1:4        | 625             | 512             | GDDR5           | 200                 | 200                 | 10                  | -                   | -                   | -                   | 5              | 5              | 2,5          | 2,5          | 625                                | 625                                | 25,6          |               |                    | 64                   | 9       | -       | 20      | $55        | $55        |
| RV910 | 750     | Caicos          | 900             | 7. 3. (OEM) 7. 4. 2011 (trh)  | HD 6450           | Nejnižší      | 1           | 370                         | 67                 | 2         | 2         | 16              | 5         | -           | -           | 32          | 32          | 160      | 160      | 8        | 8       | 4         | 4         | 16            | 16            | 8:2:1:4        | 3600            | 512             | GDDR5           | 240                 | 240                 | 8,9                 | -                   | -                   | -                   | 6              | 6              | 3            | 3            | 750                                | 750                                | 28,8          | 27            |                    | 64                   | 9       | -       |         | $55        | $55        |
| RV930 |         | Turks           |                 | 7. 3. (OEM) 19. 4. 2011 (trh) | HD 6570           | Nižší střední | 1           | 716                         | 118                | 6         | 6         | 16              | 5         | -           | -           | 96          | 96          | 480      | 480      | 24       | 24      | 8         | 8         | 32            | 32            | 12:3:1:4       | 650             | 900             | 1800            | 624                 | 624                 | 14,2                | -                   | -                   | -                   | 15,6           | 15,6           | 5,2          | 5,2          | 650                                | 650                                | 1024 2048     | GDDR3         | 28,8               | 128                  | 10      | -       | 44      | -          | -          |
| RV930 | 1000    | Turks           | 4000            | 7. 3. (OEM) 19. 4. 2011 (trh) | HD 6570           | Nižší střední | 1           | 716                         | 118                | 6         | 6         | 16              | 5         | -           | -           | 96          | 96          | 480      | 480      | 24       | 24      | 8         | 8         | 32            | 32            | 12:3:1:4       | 650             | 10,4            | -               | 624                 | 624                 | GDDR5               | -                   | -                   | 64                  | 15,6           | 15,6           | 5,2          | 5,2          | 650                                | 650                                | 1024 2048     | 11            | 60                 | 128                  | $79     | -       | $79     |            |            |
| RV930 | HD 6670 | Turks           | 800             | 7. 3. (OEM) 19. 4. 2011 (trh) | 1000              | Nižší střední | 1           | 716                         | 118                | 6         | 6         | 16              | 5         | -           | -           | 96          | 96          | 480      | 480      | 24       | 24      | 8         | 8         | 32            | 32            | 12:3:1:4       | 4000            | 768             | 768             | 11,6                | -                   | -                   | -                   | 19,2                | 19,2                | 6,4            | 6,4            | 800          | 800          | 512 1024                           | GDDR5                              | 64            | 12            | 66                 | 128                  | $99     | -       | $99     |            |            |
| RV840 | PRO     | Juniper         | PRO             | 21. 1. (OEM) Q2 2011 (trh)    | HD 6750 (HD 5750) | Střední       | 1           | 1040                        | 170                | 9         | 9         | 16              | 5         | -           | -           | 144         | 144         | 720      | 720      | 36       | 36      | 16        | 16        | 64            | 64            | 9:2,25:1:4     | 700             | 1150            | 4600            | 1008                | 1008                | 11,7                | -                   | -                   | -                   | 25,2           | 25,2           | 11,2         | 11,2         | 700                                | 700                                | 512 1024      | GDDR5         | 73,6               | 128                  | 16      | -       | 86      | -          | -          |
| RV840 | XT      | Juniper         | XT              | 21. 1. (OEM) Q2 2011 (trh)    | HD 6770 (HD 5770) | Střední       | 1           | 1040                        | 170                | 10        | 10        | 16              | 5         | -           | -           | 160         | 160         | 800      | 800      | 40       | 40      | 16        | 16        | 64            | 64            | 10:2,5:1:4     | 850             | 1200            | 4800            | 1360                | 1360                | 12,6                | -                   | -                   | -                   | 34             | 34             | 13,6         | 13,6         | 850                                | 850                                | 512 1024      | GDDR5         | 76,8               | 128                  | 18      | -       | 108     | -          | -          |
| RV940 | LE      | Barts           | LE              | 5. 4. 2011                    | HD 6790           | Střední       | 1           | 1700                        | 255                | 10        | 10        | 16              | 5         | -           | -           | 160         | 160         | 800      | 800      | 40       | 40      | 16        | 16        | 64            | 64            | 10:2,5:1:4     | 840             | 1050            | 4200            | 1340                | 1340                | 8,9                 | -                   | -                   | -                   | 33,6           | 33,6           | 13,4         | 13,4         | 840                                | 840                                | 1024          | GDDR5         | 134,4              | 256                  | 19      | -       | 150     | $149       | $149       |
| RV940 | PRO     | Barts           | PRO             | 22. 10. 2010                  | HD 6850           | Vyšší střední | 1           | 1700                        | 255                | 12        | 12        | 16              | 5         | -           | -           | 192         | 192         | 960      | 960      | 48       | 48      | 32        | 32        | 128           | 128           | 7:1,75:1:4     | 775             | 1000            | 4000            | 1488                | 1488                | 11,7                | -                   | -                   | -                   | 37,2           | 37,2           | 24,8         | 24,8         | 775                                | 775                                | 1024          | GDDR5         | 128                | 256                  | 19      | -       | 127     | $149       | $179       |
| RV940 | XT      | Barts           | XT              | 22. 10. 2010                  | HD 6870           | Vyšší střední | 1           | 1700                        | 255                | 14        | 14        | 16              | 5         | -           | -           | 224         | 224         | 1120     | 1120     | 56       | 56      | 32        | 32        | 128           | 128           | 6:1,5:1:4      | 900             | 1050            | 4200            | 2016                | 2016                | 13,4                | -                   | -                   | -                   | 50,4           | 50,4           | 28,8         | 28,8         | 900                                | 900                                | 1024          | GDDR5         | 134,4              | 256                  | 19      | -       | 151     | $239       | $239       |
| RV970 | Pro     | Cayman          | Pro             | 15. 12. 2010                  | HD 6950           | Vyšší         | 1           | 2640                        | 389                | 22        | 22        | 16              | 4         | 352         | 352         | -           | -           | 1408     | 1408     | 88       | 88      | 32        | 32        | 128           | 128           | 11:2,75:1:4    | 800             | 1250            | 5000            | 2253                | 2253                | 11,3                | 563                 | 563                 | 2,815               | 70,4           | 70,4           | 25,6         | 25,6         | 800                                | 800                                | 1024 2048     | GDDR5         | 160                | 256                  | 20      | 140     | 200     | $259       | $299       |
| RV970 | XT      | Cayman          | XT              | 15. 12. 2010                  | HD 6970           | Vyšší         | 1           | 2640                        | 389                | 24        | 24        | 16              | 4         | 384         | 384         | -           | -           | 1536     | 1536     | 96       | 96      | 32        | 32        | 128           | 128           | 12:3:1:4       | 880             | 1375            | 5500            | 2703                | 2703                | 10,8                | 675                 | 675                 | 2,7                 | 84,5           | 84,5           | 28,2         | 28,2         | 880                                | 880                                | 2048          | GDDR5         | 176                | 256                  | 20      | 190     | 250     | $369       | $369       |
| RV970 | XT      | Antilles        | XT              | 8. 3. 2011                    | HD 6990           | Nejvyšší      | 2           | 2× 2640                     | 2× 389             | 44        | 22        | 16              | 4         | 768         | 384         | -           | -           | 3072     | 1536     | 192      | 96      | 64        | 32        | 256           | 128           | 12:3:1:4       | 830             | 1250            | 5000            | 5100                | 2550                | 13,6                | 1273,4              | 636,7               | 3,4                 | 159,4          | 79,7           | 53,2         | 26,6         | 1660                               | 830                                | 2× 2048       | GDDR5         | 2× 160             | 2× 256               | 37      | -       | 375     | $649       | $699       |
| RV970 | XT      | Antilles        | XT              | 8. 3. 2011                    | HD 6990           | Nejvyšší      | 2           | 2× 2640                     | 2× 389             | 44        | 22        | 16              | 4         | 768         | 384         | -           | -           | 3072     | 1536     | 192      | 96      | 64        | 32        | 256           | 128           | 12:3:1:4       | 880             | 1250            | 5000            | 5406                | 2703                | 6                   | 1350                | 675                 | 1,5                 | 169            | 84,5           | 56,4         | 28,2         | 1760                               | 880                                | 2× 2048       | GDDR5         | 2× 160             | 2× 256               | 37      | -       | 450     | $649       | $699       |
| Jádro | Jádro   | Kódové označení | Kódové označení | Vydáno                        | Modely karet      | Část trhu 1   | Počet jader | Počet tranzistorů (miliónů) | Plocha jádra (mm2) | Celkově   | Na jádro  | Shader jednotky | Jednotek  | Celkově     | Na jádro    | Celkově     | Na jádro    | Celkově  | Na jádro | Na jádro | Celkově | Celkově   | Na jádro  | Celkově       | Na jádro      | Poměr jednotek | Jádro           | Reálná          | Efektivní       | Celkově             | Na jádro            | GFLOPS/W            | Celkově             | Na jádro            | GFLOPS/W            | Celkově        | Na jádro       | Celkově      | Na jádro     | Celkově                            | Na jádro                           | Paměť (MiB)   | Typ pamětí    | Propustnost (GB/s) | Šířka sběrnice (bit) | 2D      | 3D      | MAX     | Prodejní   | Uváděcí    |
| Jádro | Jádro   | Kódové označení | Kódové označení | Vydáno                        | Modely karet      | Část trhu 1   | Počet jader | Počet tranzistorů (miliónů) | Plocha jádra (mm2) | Počet     | Počet     | Shader jednotky | Jednotek  | 4D jednotek | 4D jednotek | 5D jednotek | 5D jednotek | Jednotek | Jednotek | Na jádro | Celkově | color ROP | color ROP | Z/Stencil ROP | Z/Stencil ROP | Poměr jednotek | Jádro           | Reálná          | Efektivní       | Single Precision    | Single Precision    | Single Precision    | Double Precision    | Double Precision    | Double Precision    | Texture (GT/s) | Texture (GT/s) | Pixel (GP/s) | Pixel (GP/s) | Propustnost geometrie (Mpolygon/s) | Propustnost geometrie (Mpolygon/s) | Paměť (MiB)   | Typ pamětí    | Propustnost (GB/s) | Šířka sběrnice (bit) | 2D      | 3D      | MAX     | Prodejní   | Uváděcí    |
| Jádro | Jádro   | Kódové označení | Kódové označení | Vydáno                        | Modely karet      | Část trhu 1   | Počet jader | Počet tranzistorů (miliónů) | Plocha jádra (mm2) | SM bloky2 | SM bloky2 | SM bloky2       | SM bloky2 | Shadery     | Shadery     | Shadery     | Shadery     | Shadery  | Shadery  | TMU      | TMU     | ROP       | ROP       | ROP           | ROP           | Poměr jednotek | Čip             | Paměti          | Paměti          | Teoretický (GFLOPS) | Teoretický (GFLOPS) | Teoretický (GFLOPS) | Teoretický (GFLOPS) | Teoretický (GFLOPS) | Teoretický (GFLOPS) | Fillrate       | Fillrate       | Fillrate     | Fillrate     | Fillrate                           | Fillrate                           | Paměť (MiB)   | Typ pamětí    | Propustnost (GB/s) | Šířka sběrnice (bit) | 2D      | 3D      | MAX     | Cena (USD) | Cena (USD) |
| Název | Název   | Název           | Název           | Vydáno                        | Modely karet      | Část trhu 1   | Jádro       | Jádro                       | Jádro              | Jádro     | Jádro     | Jádro           | Jádro     | Jádro       | Jádro       | Jádro       | Jádro       | Jádro    | Jádro    | Jádro    | Jádro   | Jádro     | Jádro     | Jádro         | Jádro         | Jádro          | Frekvence (MHz) | Frekvence (MHz) | Frekvence (MHz) | Výkon               | Výkon               | Výkon               | Výkon               | Výkon               | Výkon               | Výkon          | Výkon          | Výkon        | Výkon        | Výkon                              | Výkon                              | Paměťová část | Paměťová část | Paměťová část      | Paměťová část        | TDP (W) | TDP (W) | TDP (W) | Cena (USD) | Cena (USD) |